# Tompall Glaser
Tompall Glaser, właśc. Thomas Paul Glaser (ur. 3 września 1933 w Spalding, zm. 13 sierpnia 2013 w Nashville) – amerykański piosenkarz country.